# Lac du Ronzey
Le lac du Ronzey, aussi appelé « lac d'Yzeron » est un lac de barrage situé à Yzeron, dans le Rhône. Le nom du lac vient de l'anagramme du terme « Yzeron ».